# Очи зелене (песма Милоша Бојанића)
Очи зелене је песма српског певача Милоша Бојанића. Песма се првобитно нашла на епонимном албуму певача (познат и под именом насловне песме, Змија у њедрима) из 1995. године, а накнадно је изашла 2004. на Грандовом албуму Милош Бојанић — 20 година са вама.

## Текст и мелодија
Текст песме је написала Снежана Вукићевић Жана. Наслов песме је синтагма са инверзијом за „зелене очи”.
Музику за песму радио је Драган Вучић, а аранжман Зоран Тутуновић (из Фута бенда и Захаровог оркестра).

## Спот
До дана данашњег није објављен спот песме. Објављена је једино аудио-верзија са Грандовог албума из 2004, на Грандовом и Бојанићевом каналу на -у.